# Genia Johannesson
Genowefa Antonina Maria (Genia eller Gienia) Johannesson, född Micuda 6 december 1920 i Glew, Polen, död 14 november 2018 i Kristianstad, var en polsk-svensk lokalvårdare och koncentrationslägeröverlevare. Vid sin död var hon den äldsta personen i Sverige som överlevt Auschwitz.

## Biografi
Genia Johannesson växte upp som polsk katolik. 1939 ockuperades Polen av Nazityskland och inom kort inleddes förföljelser av den judiska befolkningen. Johannesson protesterade mot deporteringar av vänner och grannar som var judar, vilket resulterade i att hon fängslades i januari 1940. Hon satt i fängelse i Kraków i ett halvår och fördes sedan till Auschwitz.
Hösten 1944 transporterades hon till Lothringen för att arbeta i en ammunitionsfabrik. I krigets slutskede började sabotage och motstånd i fabriken att bestraffas med godtyckliga avrättningar. Två unga ryskor saboterade vapen och avrättades. Innan de hängdes skrek de "Om någon överlever så berätta för världen vad de gjort!" – ord som Johannesson aldrig glömde. Fabriken bombades senare och överlevande fångar sändes på så kallade dödsmarscher till andra läger, bland annat Ravensbrück.
Johannesson överlevde marschen och mötte den 24 april 1945 Röda Korsets personal som då anlänt till Ravensbrück. Hon evakuerades genom Röda Korsets försorg och kom efter en elva dagar lång tågresa till Köpenhamn och anlände den 15 maj 1945 till Sverige.
Johannesson bosatte sig i Kristianstad och arbetade först i jordbruket och senare som lokalvårdare.
Efter sin pensionering besökte hon under mer än 20 års tid ett stort antal skolor och berättade om sina upplevelser. Hon var även guide på resor till platserna för sin fångenskap.
Tillsammans med sin syster i Krakow arrangerade Johannesson framförallt under 1980-talet totalt 26 hjälpsändningar till Polen. De var i första hand riktade till barn och ungdomar med särskilda behov och innehöll kläder och medicinsk utrustning men också material för barns utveckling som ritpapper och kritor.
År 2007 gav hon ut boken Berätta vad dom gjort!: en vittnesberättelse.
Genia Johannesson är begravd på Rödaleds begravningsplats i Kristianstad.